# 臥房

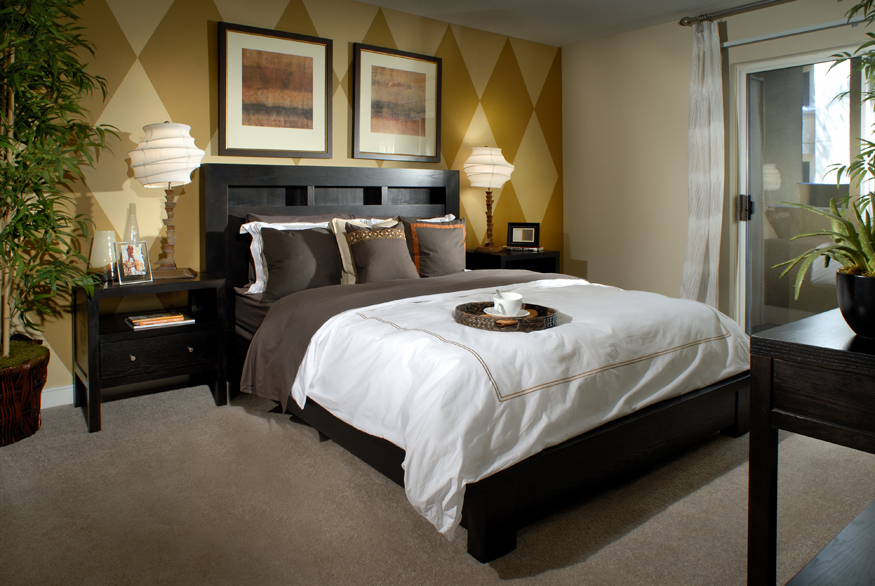
一间现代的卧室

臥房，又稱臥室、睡房及寢室，是指供人在其內睡眠、休息或進行性行為的房間。臥房不一定有床，不過通常有可供人躺臥之處。有些房子的主臥房有附屬浴室，名為套房。

## 工人房
工人房是提供予工人留宿的睡房。特色是簡單，比較同一個住宅單位內的其它睡房，只設床或許沒有窗或望天井樓景。設施較多的工人房或會附設浴室、洗手間，稱為工人套房。不過，空間不及主人套房寬大。